# AMI Kappers Schaatsteam
Het AMI Kappers Schaatsteam of kortweg AMI Kappers was een Nederlandse marathonschaatsploeg die bestond tot 2011. Het herenteam stond onder leiding van Peter de Vries.
Tot 2009 was de DSB Bank de sponsor van het team, dat toen ook vrouwelijke marathonschaatsers telde. Na het faillissement van DSB besloot de kappersketen AMI de schaatsers te sponsoren, aanvankelijk alleen voor de onkosten van de schaatsers, die op de loonlijst van de bank hadden gestaan. Het damesteam werd toen de Cowhouse-ploeg.
In het seizoen 2010-2011 ging AMI Kappers door als hoofdsponsor. Het was een succesvol jaar met overwinningen van Ingmar Berga en Christijn Groeneveld en een hoge positie in het ploegenklassement. Halverwege het seizoen werd echter duidelijk dat een deel van de schaatsers naar andere ploegen zou gaan overstappen aan het einde van het seizoen. De sponsor hield het toen voor gezien, na afloop van het seizoen kwam een einde aan de ploeg.

## Voormalige schaatsers DSB/Jaap.nl/AMI Kappers
- Shane Dobbin[3]
- Arjan Smit
- Jeroen de Vries
- Arjen Becker
- Ingmar Berga
- Christijn Groeneveld
- Jan Maarten Heideman
- Gary Hekman
- Jens Zwitser
- Ruud Borst
- Henri Ruitenberg
- René Ruitenberg